# Paolo Savin
Paolo Savin (fl. XVI secolo) è stato uno scultore italiano, attivo a Venezia tra il 1506 ed il 1519.

## Biografia
Di professione intagliatore di legno (intaiador in veneziano), fu amico di Antonio Lombardo. Nel 1506, quando il Lombardo il suo lavoro nella Cappella Zen della Basilica di San Marco, lo raccomandò ai Procuratori di San Marco come successore per terminare l'opera. Nel luglio 1506 a Savin e a Giovanni Battista Bregno fu commissionata la realizzazione di sei statue raffiguranti le Virtù in bronzo, da porre lungo i lati della tomba del cardinale Zen; quattro di queste furono realizzate entro il 1507. Gradualmente Savin prese piede nel progetto complessivo, rimpiazzando completamente Antonio Lombardo; fornì i modelli per le due statue di San Pietro e di San Giovanni Battista per l'altare della cappella, successivamente il modello per il rilievo con la Resurrezione per l'antependium (1508-12) ed alla fine anche i modelli per il sarcofago e la effigie del cardinale (completati nel 1519). La realizzazione di tutte le opere in bronzo fu poi effettuata da Pietro di Giovanni Battista Campanato (o delle Campane).
Lo stile di Savin è totalmente dipendente da quello della famiglia Lombardo, anche se più goffo e dimostra minor talento. Solo i due santi sono di una fattura qualitativa maggiore, forse perché derivati o addirittura iniziati da Antonio Lombardo. Dopo la realizzazione degli ultimi modelli, il nome di Savin non viene più menzionato.
Oltre ai lavori nella cappella Zen, a Savin sono attribuiti, anche se con dubbi, i modelli delle due statue dei Mori che battono le ore sulla cima della Torre dell'Orologio in Piazza San Marco. Le due statue di bronzo furono fuse da Ambrogio delle Ancore nel 1497.